# 小笠原好彦
小笠原 好彦（おがさわら よしひこ、1941年8月17日 - ）は、日本の考古学者・日本史学者。学位は、文学博士（東北大学・論文博士・2006年）（学位論文「日本古代寺院造営氏族の研究」）。滋賀大学名誉教授。

## 略歴
青森市生まれ。1966年東北大学大学院文学研究科修士課程修了。同年、奈良国立文化財研究所平城宮跡発掘調査部に勤務。飛鳥藤原宮跡発掘調査部を経て、1979年滋賀大学教育学部助教授、教授、2007年定年、名誉教授、2009-11年明治大学特任教授。
2006年「日本古代寺院造営氏族の研究」で東北大学より文学博士の学位を取得。

## 著書
- 『難波京の風景 人物と史跡でたどる大阪のルーツ 古代の三都を歩く』文英堂 1995
- 『近江の考古学』サンライズ出版 2000
- 『聖武天皇と紫香楽宮の時代』新日本新書 2002
- 『大仏造立の都 紫香楽宮』新泉社 シリーズ「遺跡を学ぶ」 2005
- 『日本古代寺院造営氏族の研究』東京堂出版 2005
- 『聖武天皇が造った都 難波宮・恭仁宮・紫香楽宮』吉川弘文館 歴史文化ライブラリー 2012　ISBN　9784642057394
- 『日本の古代宮都と文物』吉川弘文館 2015　ISBN　9784642046244
- 『古代豪族葛城氏と大古墳』吉川弘文館　2017　ISBN　9784642083232
- 『検証 奈良の古代遺跡　古墳・王宮の謎をさぐる』吉川弘文館 2019　ISBN　9784642083560
- 『検証 奈良の古代仏教遺跡  飛鳥・白鳳寺院の造営と氏族』吉川弘文館 2020　ISBN　9784642083904
- 『古代宮都と地方官衙の造営』吉川弘文館 2022　ISBN　9784642046718
- 『平城京の役人たちと暮らし』吉川弘文館 2023　ISBN　9784642084420
- 『奈良時代の大造営と遷都　宮都と寺院の実像を探る』吉川弘文館、2024　ISBN　9784642084642

### 共編著
- 『近江の古代寺院』田中勝弘,西田弘,林博通共著 近江の古代寺院刊行会 1989
- 『勢多唐橋 橋にみる古代史』編 六興出版 ロッコウブックス 1990
- 『クラと古代王権』直木孝次郎共編著 ミネルヴァ書房 1991
- 『高句麗の都城遺跡と古墳 日本都城制の源流を探る 高句麗都城制・日朝文化学術研究団記録』杉山信三共編 同朋舎出版 1992
- 『展望日本歴史 4 大和王権』吉村武彦共編 東京堂出版 2000
- 『展望日本歴史 5 飛鳥の朝廷』吉村武彦共編　東京堂出版 2001
- 『新・史跡でつづる古代の近江』大橋信弥共編著 ミネルヴァ書房 2005
- 『古代日本と朝鮮の都城』中尾芳治,佐藤興治共編著 ミネルヴァ書房 2007
- 『三輪山と古代の神まつり』河上邦彦,菅谷文則,鈴鹿千代乃,平林章仁,広瀬和雄,和田萃共著 学生社 2008

記念論文集
- 『考古学論究 小笠原好彦先生退任記念論集』真陽社 2007

## 論文
- Cinii